# Bibliomining
Bibliomining je označení procesu a metody dobývání/dolování znalostí nebo informací z databází v knihovnách. O tomto způsobu se začalo hovořit v 90. letech 20. století, název poprvé použil Scott Nicholson v roce 2003.

## Definice
Jedna z jeho definic zní takto:[zdroj?] „Bibliomining is the use of a combination of data mining, data warehousing, and bibliometrics for the purpose of analyzing library services“. Což je volně přeloženo jako: „Bibliomining je kombinace dolování dat, ukládání dat a bibliometrie za účelem analýzy knihovnických služeb.“
Bibliomining se tedy týká oboru knihovnictví, pouze však knihovních služeb softwarových. Jedná se totiž o získávání/dolování dat z různých elektronických databází. A tento proces je následně využit k praktickým knihovnickým službám. Souvisí také s procesem/metodou zvanou „data mining“, která se zabývá dolováním dat z různých rozsáhlých databází; využívá je bankovnictví nebo ekonomie. Bibliomining většinou používají knihovny pro své účely. Pomocí něho se dá např. zjistit, jaké knihy si půjčují jednotlivé sociální skupiny a management knihovny se tak může lépe zaměřit na jednotlivé komunity. Jako jeden z příkladů Nicholson uvádí např. odlišnosti uživatelů, kteří využívají elektronická periodika.
V každé databázi knihovny se shromažďuje velké množství dat, které by nejspíš zůstalo skryto a zcela nevyužité. Týká se to návštěv čtenářů v knihovně, provedených výpůjček a také např. rezervací. Datové zdroje, ze kterých knihovna čerpá, jsou interní (data z vlastních databází) a externí (jsou to data, která lze získat, např. demografické rozložení obyvatel na základě jejich adres). Stejně jako je tomu u data miningu, hledají se vzorky, které mají nějakou závislost, a hodnotí se dále vztahy mezi nimi. Pokud se nějaké souvislosti naleznou, může nalezené znalosti knihovna využít ve svůj prospěch.

## Data mining
Pokud jsou k dispozici surová data, tedy tabulky vytvořené z databází, lze je využít k vytvoření strategického plánu např. v oblasti financí. Slouží tedy v závěru jako metoda managementu. Po určitém výběru, čistění a analýze dat jsou zjištěny výsledky, které by měly být zcela "překvapivé".[zdroj?] Ne všechna data se totiž dají využít perspektivně. Při data miningu je vhodné využívat několik metod a hledání jejich správných kombinací.
S tímto termínem také souvisí strategické plánování knihovny a benchmarking.

## Benchmarking
Výraz pochází z ekonomie. Jde o metodu neustálého zlepšování na základě srovnávání s konkurencí. "Bench" znamená laťka a "marking" přiblížit se.[kdo?] Díky této metodě si tedy lze osvojit poznatky od konkurenta a tím vylepšit vlastní projekty a procesy. V knihovnickém prostředí se benchmarking také provádí, např. v roce 2014 ho provedla Národní knihovna.[jaká?]

## Fáze procesu dobývání informací z databází
1. určení otázky (co přesně se chce zjistit, tuto otázku co nejpřesněji definovat)
2. určení oblasti zdrojů
3. shromažďování dat do datového skladu
4. výběr nástrojů pro analýzu
5. uplatnění vzorů pro dolování dat a čištění dat
6. uplatnění výsledků

Při uplatnění bibliominingu musí knihovníci pracovat většinou se svým IT technikem a také dbát na určitá pravidla, která se nesmějí porušit, a to především na ochranu osobních údajů svých klientů.